# Inhangapi
Inhangapi é um município brasileiro do estado do Pará.

## Topônimo
O Termo "Inhangapi" é de origem Indígena Tupi Guarani que significa “Caminho do Diabo” ou “Caminho do Veado”. Isto porque Inhanga ou Anhangá significa Diabo ou Veado e Pi ou Pé significa Caminho, nome dado pelos indígenas que foram os primeiros povos a pisar em solo Inhangapiense.

## História
A ocupação das terras do atual município de Inhangapi deu-se no fim do ano de 1.898, com a instalação, ali, de um núcleo colonial.
O local escolhido localizava-se na vertente direita do Rio Inhangapi, afluente da margem direita do Rio Guamá, e ligado à então vila de Castanhal, no quilometro 75 da estrada de ferro de Bragança, por uma estrada de rodagem de 16 km, e ao rio Inhangapi, pela continuação da mesma Estrada que atravessa o núcleo.
Desde os fins do período Imperial que os governos provincianos estimulavam a emigração de colonos. E a área escolhida de preferência, era exatamente a Zona Bragantina, por vários motivos. Entre eles a proximidade com Belém e a construção da Estrada de Ferro, que facilitaria grandemente a comunicação com a capital e transporte dos produtos da lavoura. Quando em 1.905 o governo do Pará fixou os limites do município de Belém (até Igarapé-Açu), nos termos do Decreto número 1.267, de 1º de julho, Inhangapi passou a constituir, a 11º Circunscrição da capital do Estado do Pará.
Mas até o raiar do século, somente emigrantes nacionais foram localizados até o ano de 1.900, neste núcleo tinha 117 famílias, que davam um total de 711 pessoas, sendo 409 adultos e 302 menores, desse total, 346 eram do sexo masculino e 365 do sexo feminino.
O principal produto era a farinha de mandioca, para isso tinham 12 fornos de cobre. No ano seguinte o número de colonos tinha ascendido a 890, dos quais 421 do sexo masculino e 469 do feminino. A sede do núcleo (sede do município) era constituída de uma área de 900.000 metros quadrados, tendo – ¨450 metros de frente na estrada por 2.000 metros de fundos¨. Em 1.920 Inhangapi era um dos distritos de que se compunha o município de Belém. Nos quadros de divisão territorial datados de 31 de dezembro de 1.936 e 31 de dezembro de 1.937, bem como no anexo ao Decreto-lei Estadual nº. 2.972, de 31 de março de 1.938, figura como do município de Castanhal, onde permaneceu, de acordo com a divisão judiciário-administrativa, fixada pelo decreto–Lei Estadual 3.131, de 31 de outubro de 1.938, para vigorar no quinquênio 1.939 – 1.943. Em 1.934 foi criado o Município de Castanhal e Inhangapi passou a pertencer-lhe.
Em 30 de dezembro de 1.943 ganhou autonomia, através do Decreto-Lei Estadual número 4.505, pelo então Governador do Estado do Pará o Coronel Joaquim Cardoso de Magalhães Barata, por ideal do Velho Negro Inhangapiense Aristides Santa Rosa. No entanto o governador do Estado do Pará nomeou pessoas de sua inteira confiança, como interventores do Município de Inhangapi, que são os seguintes: Hernane Lameira da Silva, Dr. Barauna, Francisco Alves de Magalhães Oliveira, Jurandir Mirandq, quando foi em 1.948, foi eleito o 1º Prefeito Constitucional do Município de Inhangapi que foi o Sr. João Btistas Bittencourt Neto.

## Geografia
Localiza-se a uma latitude 01º25'47" sul e a uma longitude 47º55'11" oeste. Sua população, conforme estimativas do IBGE de 2018, era de 11 559 habitantes.